# うりポッ
『うりポッ』は、有馬啓太郎による日本の漫画。『月刊コミックブレイド』（マッグガーデン）2004年5月号臨時増刊コミックブレイドGUNZ Vol.2に初掲載され、その後、『コミックブレイドMASAMUNE』にて2007年初夏号（最終号）まで連載され、同誌廃刊後は単行本書き下ろしの形で2巻が発売された。
瓜子姫の民話や、『竹取物語』などを元に、SF仕立てにアレンジした作品である。

## あらすじ
小学5年生の有里子は、パパが大好きな少女。パパとしゃべるペットのうり坊と楽しい日々を過ごしている。そんなある日、パパから「今日からは、一人でお風呂に入りなさい」と言われショックを受ける。さらに、その晩にうり坊から「お前は宇宙人で、パパとは他人」と知らされてびっくりしてしまう。
しっかり者のようで大ボケの有里子とツッコミ鋭いうり坊のデコボココンビは、今日もみんなに笑顔を届けるのだった。

## 主な登場人物
天野有里子（あまの うりこ）
主人公の少女。10歳。私立かもめ南小学校の5年生。元気いっぱいの明るい性格。親しい友人たちには「うりちゃん」と呼ばれている。得意科目は国語と社会。
明るい金色のショートヘアー。大きなアホ毛が2束、昆虫の触角のようについている。瞳は碧色。
10年前、生命維持カプセルに入って地球に落ちて来た宇宙人。今のパパである天野若貴に拾われ、育てられた。
地球人より成長が早く、地球人で言うと16歳ぐらいの身体が本来の姿だが、意志の力で外見を変化させることができる「環境適応型人類」で、パパの子でいたいという意志により、年齢相応の姿になっている。
本来の姿は、ピンク色のロングヘアーに橙色の瞳。この時のスーツやコントロールスティックには「星型の紋章」があり、これには重要な意味がある。
若貴が大好きで、実の父子ではないと知ってからは、お嫁さんになろうとしている。
愛用のスリッパは、ブタの顔と「PIG」の文字がデザインされている。
うり坊（うりぼう）
有里子が「真っ当な人間に育つ」ために、常に有里子の側にいるサポートメカ。
外見は、その名の通りイノシシの仔（うり坊）の姿をしている。ふだんは、天野家のペット。
関西弁でしゃべる。趣味嗜好も関西系。よくボケる有里子に鋭いツッコミを入れるのが日課。
食事当番の時など、東洋人の拳法家風ボディのマッチョな人間形態になることがある。
「冷徹な頭脳」が自慢だが、しばしば突拍子もない行動をとる。
保奈美や九奈唯をホレさせた。
本編では、しばしばリアルな劇画調で描かれる。
竹取香久夜（たけとり かぐや）
天野家の向かいに引っ越して来た一家の少女。有里子と同じ10歳。私立星見学園初等部の5年生。
有里子と同じく、生命維持カプセルに入って地球に落ちて来た宇宙人。
腰まで届く濃いブルーのストレート・ロングヘアー。瞳は明るい橙色。
竹取家では兄である明が大好き。
感情が不安定で、あまり考えずに行動したり、感情を爆発させることがよくある。
ホセ
香久夜のサポートメカ。正式名は「ホセ=パンデリーノ三世」。
本体はジャイアントパンダだが、大きなソンブレロをかぶり、口調はスペイン語。首には赤いスカーフを巻いている。
目つきが悪い。
「おっぱい星人」で、胸の小さな「10歳形態」の香久夜に物足りなさを感じていて、早く成長してほしいと思っている。
戦闘時は腕と足が黒く胴体が白いボクサー風ボディのマッチョな人間形態になることがある。
竹取明（たけとり あきら）
竹取家の長男。
ショートヘアーでツリ目。
若貴とその作品の大ファン。
香久夜を「かぐ」と呼ぶ。
「神楽」（かぐら）という妹がいたが、死別している。その後、香久夜を見つけて連れ帰った。
天野若貴（あまの わかたか）
有里子を育てた、地球人の男性。物静かで温和な性格。職業は小説家。売れっ子で、代表作は「クーの森」。11月20日生まれ。
短い黒髪で、眼鏡をかけている。有里子をとても大事にしている。
有里子の本来の姿や、自分に対する有里子の想いも知っている。
うり坊によると「誘い攻め」らしい。
眼鏡を触っている時は、ご機嫌らしい。
作品に登場する「クー」は、有里子がモデルらしい。
悠里（ゆうり）
10年前、若貴と親しかった女性。若貴とは相思相愛だったらしい。
ロングヘアーだが、有里子と似た2束のアホ毛がある。よく笑う、明るい性格。
建築中の高層マンションの垂れ幕を外し、龍神の助走路を確保した。その見返りに、10年後に若貴に伝えるためのメッセージを龍神に託した。
有里子の親友2人組
有里子のクラスメイトたち。名前は出ていない。ツリ目で元気なツインテールっ娘と、おかっぱでおとなしい眼鏡っ娘の2人。
保奈美（ほなみ）
有里子のクラスメイトの1人。父親は有名な俳優で、ペ・ヨンジュンに似ている。
癖のあるロングヘアー。ややお嬢様っぽい高飛車な性格。
父親には「天使」と呼ばれ、溺愛されている。
銀行強盗騒ぎの時に人質になるものの、有里子&うり坊に助けられた。
天野有貴子（あまの ゆきこ）
若貴の妹。友引町から電車で2時間ほどの「しし谷」にある「やまでら保育園」で、保育士として住み込みで働いている。
百地九奈唯（ももち くない）
やまでら保育園の園長の娘。有貴子の大学時代の先輩で、有貴子を保育士として誘った。
ポニーテールの快活な女性。何やらの免許皆伝らしい。
早瀬（はやせ）
龍神。普通の人間には見えないが、有里子には見えた。
10年前、神無桜の横に建った高層マンションに「助走路」をさえぎられたため、出雲での神の集会に出られなくなっていた。
10年前、あるメッセージを若貴へ伝えることを、悠里と約束した。

## 主要アイテム
生命維持カプセル（せいめいいじカプセル）
有里子や香久夜が地球に来た時、この中に入っていた。落下した星の環境に合わせて、外見や形状が変化する。有里子のカプセルは地球の日本に落ちたので瓜のような形状に、香久夜のカプセルはタケノコのような形状となった。これは、昔話に多い「植物から生まれた赤ん坊」の話と関連があるらしい。
所有者からのコントロールスティックを介した指令により、様々な機能を発揮する。
有里子は自分のカプセルを「ウリマル」と呼んでいる。
コントロールスティック
生命維持カプセルの端末。生命維持カプセル本体に指令を伝えるための道具。
持ち主により外見形状が異なるが、おおむね「魔法のステッキ」風である。

## 主な舞台
天野家
有里子たちが暮らす家。町外れの山際に建つ一軒家。
向かいは竹取家。
私立かもめ南小学校
有里子が通う小学校。校舎は古めかしい木造瓦葺で、中央に時計台がついている。
友引町（ともびきちょう）
天野家や、かもめ南小学校などがある。
町の東方を、川が流れている。
鉄道の駅がある。駅前広場には噴水があり、その先には商店街「友引モール」がある。
公園には秋に花が咲く桜の大樹「神無桜」がある。ただし、ここ10年ほどは花が咲いていない。
退避空間（たいひくうかん）
香久夜が感情を抑えきれなくなったり、ご近所迷惑になるようなことをする場合に展開する異空間。

## 書誌情報等

### 単行本
単行本第1巻のカバーは、作者と親交のある小林尽の代表作『スクールランブル』第1巻のカバーデザインのパロディにしようと画策したらしいが、帯がつくためにうまくデザインできず失敗。さらに、このためになかなかカバーデザインが決まらなかった。なお、このカバーデザイン案のラフ画は、他のデザイン案とともに、単行本本体の表紙に収録されている。
1. 2005年9月10日初版発行 2006年8月10日発売（BLADE COMICS　マッグガーデン） ISBN 4-86127-179-7
2. 2007年2月10日初版発行 2007年1月10日発売（BLADE COMICS　マッグガーデン） ISBN 978-4-86127-345-2

### ドラマCD
フロンティアワークスより、2007年6月22日に発売。ジャケットは有馬啓太郎の描き下ろし。シナリオ担当は雑破業。全7話のドラマと、主題歌、キャストコメントを収録。詳細は外部リンクの該当リンク参照。
- キャスト
  - 天野有里子 - 斎藤桃子
  - うり坊 - 若本規夫
  - 竹取香久夜 - 酒井香奈子
  - ホセ - 秋元羊介
  - 天野若貴 - 小山力也
- 主題歌　『トキメキ☆無問題（も～まんたい）』
  - 作詞・作曲：有馬啓太郎 / 歌：斎藤桃子

1. DRAMA CD うりポッ FCCC-0063